# David Jason
Sir David John White, OBE, poznatiji kao David Jason (Edmonton, London, Engleska, 2. veljače 1940.), jedan od najvećih i najpriznatijih britanskih TV glumaca.
Rodio se kao David White u Edmontonu, London, Engleska. Glumom se počeo baviti 1964. godine. Po struci je inače električar.
Uzeo je prezime Jason nakon štio je saznao da već postoji glumac koji nastupa pod tim imenom (David White).
Neki od partnera na početku karijere su mu bili Eric Idle, Terry Jones i Michael Palin. Najpoznatiji je po tri uloge: Del Boy, Pa Larkin, i Inspektor Jack Frost u seriji "Frostov pristup."
1993. godine postao je časnik Reda britanskog imperija, a 12 godina poslije (2005.) postao je vitez, tj. dodijeljena mu je titula Sir. Mnoge britanske novine su popratile taj čin. Daily Mirror je objavio naslov "Ustani Sir Del Boy", aludirajući na njegovu najpoznatiju ulogu.
Ženio se dva puta i ima kćer. Prva žena mu je umrla od raka dojke.